# Крашенинниковия терескеновая
Крашени́нниковия тереске́новая, или Тереске́н обыкнове́нный, или Терескен рогови́дный, или Терескен се́рый, или Терескен хохолко́вый (лат. Krascheninnikovia ceratoides) — многолетнее травянистое растение; вид рода Крашенинниковия (Krascheninnikovia) семейства Амарантовые (Amaranthaceae).

## Ботаническое описание

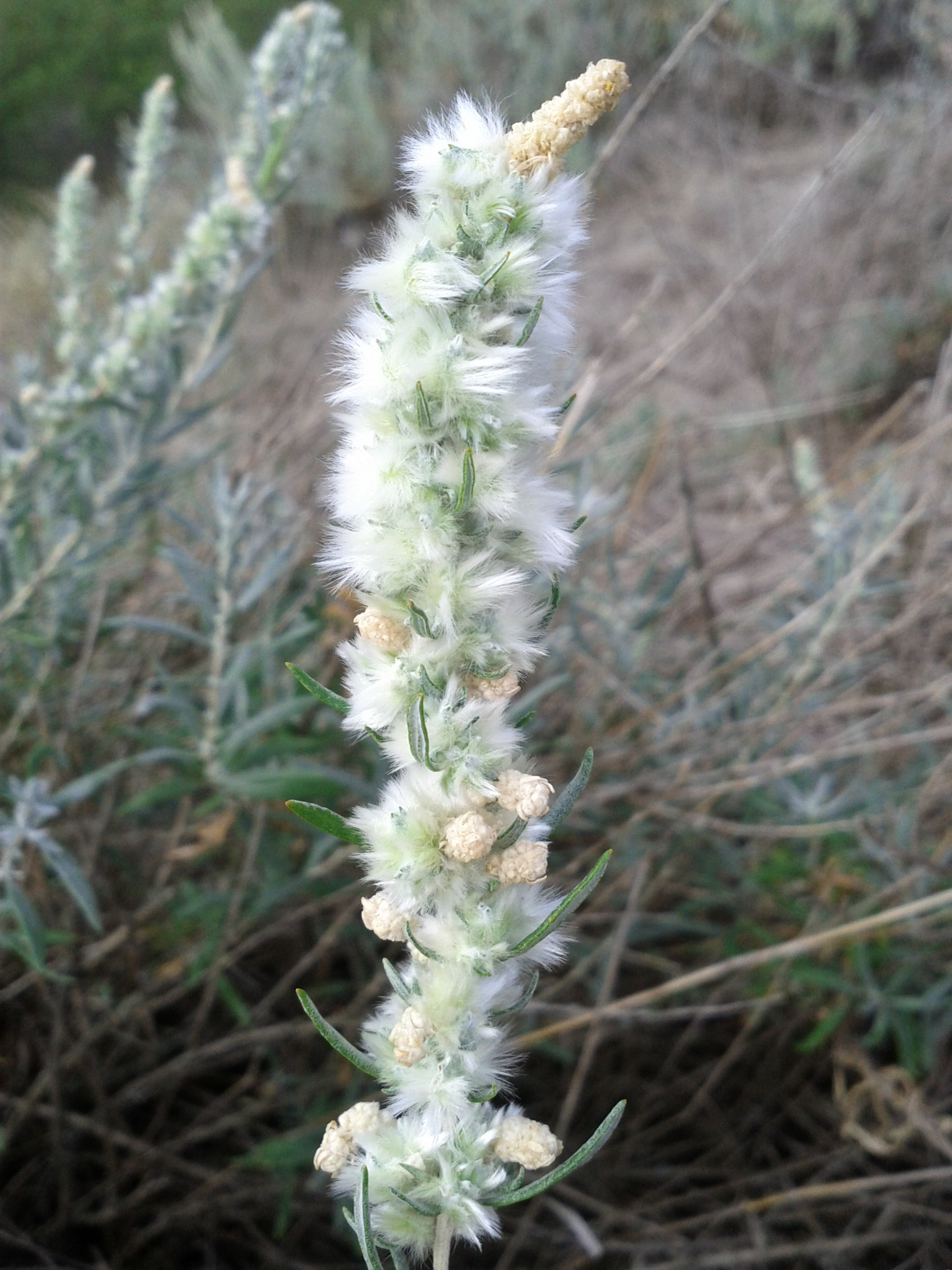
Цветущее растение

Ветвистый полукустарник 10-70 (до 100) см высотой, с маленьким толстым веретеновидным каудексом и раскинутыми или восходящими, а затем прямыми ветвями, сероватыми от покрывающих их звёздчатых волосков.
Листья от овальных до линейных, жёсткие, яйцевидно-ланцетные или линейно-ланцетные, на очень коротких черешках или почти сидячие, до 40 мм длиной и 10 мм шириной, к основанию суженные, цельнокрайные, с обеих сторон густо покрыты звёздчатыми волосками и оттого сероватые, при длительном хранении в гербарии — рыжеватые.
Цветки в пучках, собранных в короткие плотные соцветия в пазухах верхних листьев. Тычиночные цветки с 4-надрезанным на округлояйцевидные, туповатые, звездчато опушенные доли околоцветником и 4 тычинками. Околоцветник пестичных цветков трубчатый, на верхушке 2-лопастный. Прицветнички при плодах разрастающиеся, наверху расходящиеся, здесь звездчатоопушенные, в остальной части они покрыты простыми волосками.
Плоды кувшинчатые или обратнояйцевидные, 3-6 мм длиной и 2 мм шириной, усажены длинными густыми прижатыми белыми или рыжеватыми волосками, наверху с расходящимися, звездчато опушенными свободными концами, составляющими 1/2-1/4 плода. Число хромосом: 2n=36.

## Распространение и местообитание
Ареал — южнопалеарктический (Западные Карпаты, юг европейской части России, Причерноморье, Крым, нижние Волга и Дон, Кавказ, Средиземноморье (Испания, Северная Африка), Передняя, Средняя и Центральная Азия, Северная Монголия, Китай, Гималаи), в Сибири редок (встречается на юге и в Ангаро-Саянском районе).

## Химический состав
В свежих листьях содержалось 78 мг % аскорбиновой кислоты.
Некоторые результаты анализа химического состава в разное время произрастания указаны в таблице ниже:
| Фаза                               | Воды (в %) | От абсолютного сухого вещества в % | От абсолютного сухого вещества в % | От абсолютного сухого вещества в % | От абсолютного сухого вещества в % | От абсолютного сухого вещества в % |
| Фаза                               | Воды (в %) | золы                               | протеина                           | жира                               | клетчатки                          | БЭВ                                |
| ---------------------------------- | ---------- | ---------------------------------- | ---------------------------------- | ---------------------------------- | ---------------------------------- | ---------------------------------- |
| Цветение                           | 8,4        | 11,7                               | 13,5                               | 2,1                                | 31,8                               | 40,9                               |
| Вегетация                          | 75,2       | 12,5                               | 27,2                               | 4,2                                | 25,2                               | 30,9                               |
| Бутонизация                        | 72,1       | 14,9                               | 28,1                               | 4,8                                | 22,7                               | 29,5                               |
| Осыпание плодов, сухой участок     | 7,6        | 7,9                                | 14,7                               | 2,3                                | 32,5                               | 42,6                               |
| Осыпание плодов, полусухой участок | 8,1        | 10,4                               | 12,4                               | 1,9                                | 26,4                               | 48,9                               |

## Хозяйственное значение
Кормовое растение для степной, полупустынной и высокогорной местности. Питательный корм для овец и верблюдов. Перспективное растение для создания долголетних пастбищ. Рекомендовано к использованию для борьбы с эрозией почв. В пустынных областях заготавливается на топливо.

### Кормовое значение
Годичные ветви и листья поедаются в течение всего года верблюдами, лошадьми и овцами, хуже[что?] крупно рогатым скотом. Летом поедаются попутно с другими кормами, зимой где терескена много он является основным кормом. Во второй половине лета и в начале осени терескен нажировочный корм для верблюдов. Поедается удовлетворительно в сене убранном позже цветения. Считается растением, возбуждающим аппетит, необходимым для минерального питания животных.
В растениях собранных в фазе осыпания плодов на Памире обнаружено большое количество переваримого белка при сравнительно невысокой общей питательности. В 100 кг абсолютно сухого вещества содержалось 9,1 кг переваримого белка и 37,9 кормовых единиц. В конце цветения при натуральной влажности было 64,9 мг каротина на 1 кг корма.
Одно из основный кормовых растений суслика в засушливую часть лета.

### Пескозакрепительные насаждения
В Республике Калмыкия начата реализация пилотного проекта по закреплению песков. Предварительно для них была приобретена специализированная техника: лесопосадочные машины, сеялки, колесные трактора и прицепное оборудование. В ноябре 2021 года на опытном участке произведена посадка пескозакрепительных насаждений –  джузгуна безлистного на площади 4 га и  терескена серого на площади 6 га. 

## Синонимика
По данным The Plant List на 2010 год, в синонимику вида входят:
- Achyranthes papposa Forssk.
- Axyris ceratoides L.
- Ceratoides lanata var. subspinosa (Rydb.) J.T.Howell
- Ceratoides latens (J.F.Gmel.) Reveal & N.H.Holmgren
- Ceratoides papposa Botsch. & Ikonn.
- Ceratoides pungens (Popov) Czerep.
- Diotis ceratoides (L.) Willd.
- Diotis ferruginea T.Nees
- Eurotia ceratoides (L.) C.A.Mey.
- Eurotia ceratoides (L.) Hook.
- Eurotia ceratoides var. lanata (Pursh) Kuntze
- Eurotia ceratoides var. pratensis Losinsk.
- Eurotia ceratoides f. tragacanthoides Losinsk.
- Eurotia ferruginea (T.Nees) Boiss.
- Eurotia lanata (Pursh) K.Koch
- Eurotia lanata var. subspinosa (Rydb.) Kearney & Peebles
- Eurotia prostrata Losinsk.
- Eurotia pungens (Popov) Pazij
- Eurotia subspinosa Rydb.
- Krascheninnikovia ceratoides var. pratensis (Losinsk.) Gang Yang
- Krascheninnikovia ceratoides subsp. tragacanthoides Ovcz. & Kinzikaeva
- Krascheninnikovia lanata var. subspinosa (Rydb.) S.L. Welsh
- Krascheninnikovia latens J.F.Gmel.
- Krascheninnikovia pungens Podlech
- Saltia papposa (Forssk.) Moq.

## Охранный статус

### В России
В России вид входит в многие Красные книги субъектов Российской Федерации: Белгородская, Воронежская, Иркутская, Курганская, Новосибирская, Омская, Пензенская, Ростовская, Томская и Ульяновская области, а также республики Бурятия, Мордовия и Татарстан, Красноярский край и Усть-Ордынский Бурятский автономный округ.
Растёт на территории нескольких особо охраняемых природных территорий России.

### На Украине
Решением Луганского областного совета № 32/21 от 03.12.2009 г. входит в «Список регионально редких растений Луганской области».
Вид входит также в Красную книгу Донецкой области.